# Zespół Klüvera-Bucy’ego
Zespół Klüvera-Bucy’ego (ang. Klüver-Bucy syndrome) – zaburzenie neurologiczne spowodowane uszkodzeniem obu płatów skroniowych lub prawego płata i środkowej części lewego, związane przede wszystkim z dysfunkcją ciała migdałowatego. 
Efekt uszkodzenia ciała migdałowatego u naczelnych opisali w latach 30. biolog Heinrich Klüver i neurochirurg Paul Bucy. Pierwotnie Klüver planował zweryfikować swoją teorię o tym, że halucynacje mają pochodzenie wyłącznie w płatach skroniowych. W tym celu wspólnie z Bucym usunęli oni małpom płaty skroniowe i podali im meskalinę. Jakkolwiek teoria została obalona, to jednak u poddanych zabiegowi chirurgicznemu rezusów zaobserwowano hiperreaktywność, utratę lęku, zwiększenie popędu płciowego (wyrażoną przez masturbację, stosunki hetero- i homoseksualne, a także kierowanie popędu wobec przypadkowych obiektów) i tendencję do brania obiektów do ust (hiperoralizm). 
U człowieka obustronne uszkodzenie ciała migdałowatego przez proces chorobowy albo uraz powoduje analogiczne objawy. 
Na obraz kliniczny zespołu składają się upośledzenie adekwatnego reagowania na bodźce emocjonalne, hiperseksualność, żarłoczność, upośledzenie pamięci, niemożność rozpoznawania przedmiotów i znajomych twarzy (prozopagnozja), hiperoralizm (natrętna tendencja do badania wszystkiego wokół poprzez wkładanie sobie do ust). Z tego względu zespół określany jest też jako ślepota psychiczna.
Pełny obraz zespołu spotykany jest rzadko. Niepełny zespół Klüvera-Bucy’ego rozwinąć się może w przebiegu procesów chorobowych rozlegle uszkadzających płaty czołowe: zapalenie mózgu (np. opryszczkowe), choroby neurodegeneracyjne (Alzheimera, Picka), po urazach lub incydentach naczyniowych.